# Foreste sempreverdi della Corea del Sud
Le foreste sempreverdi della Corea del Sud sono un'ecoregione dell'ecozona paleartica, definita dal WWF (codice ecoregione: PA0439), situata all'estremità meridionale della penisola coreana.

## Territorio

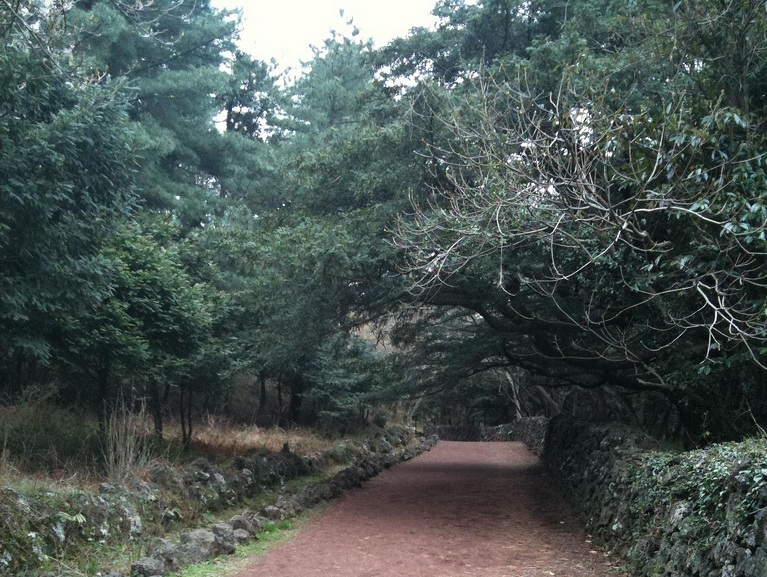
La foresta di Bijarim (Cheju).

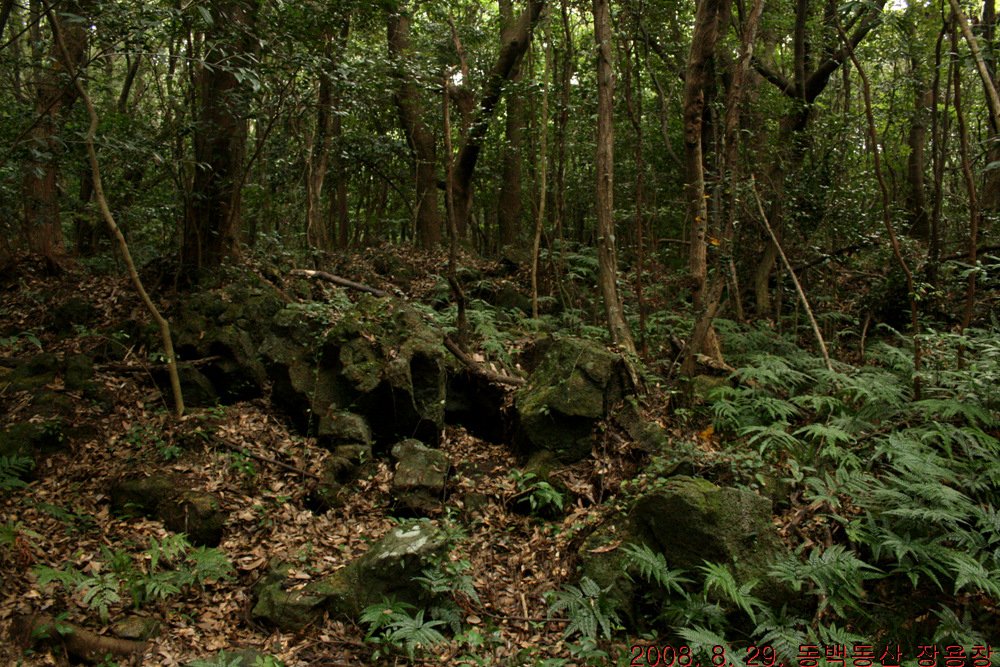
La foresta di Gotjawal (Cheju).

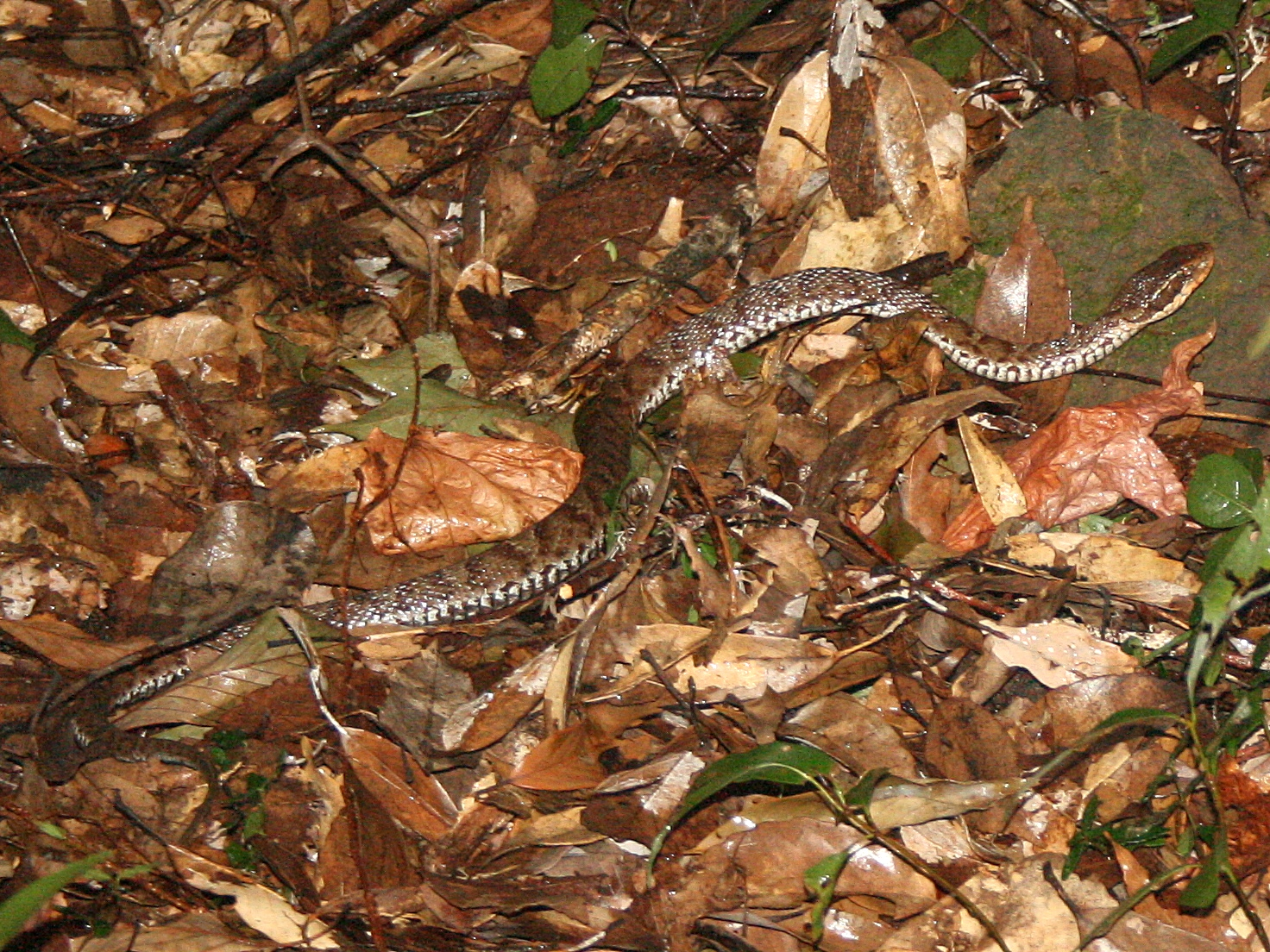
Gloydius ussuriensis nella foresta di Gotjawal.

Il margine meridionale della penisola coreana, al di sotto dei 35° 30’ di lattudine nord, e l'isola di Cheju, circa 60 km a sud di essa, ospitano foreste di latifoglie sempreverdi temperato-calde e subtropicali, la cui distribuzione appare determinata principalmente dall'intensità del freddo invernale e in misura minore dal calore durante la stagione di crescita estiva.
La penisola coreana fa parte della regione monsonica dell'Asia orientale, e come tale è caratterizzata da abbondanti precipitazioni estive e da un clima caldo e umido. Le precipitazioni annue superano i 1000 mm sulla maggior parte della penisola, e due terzi delle precipitazioni cadono tra giugno e settembre. Durante l'inverno, le masse di aria provenienti dal continente asiatico portano con sé temperature fredde e condizioni di generale aridità. La costa meridionale e l'isola di Cheju presentano un clima più caldo e più mite delle altre parti della Corea del Sud. Le temperature medie a Cheju sono comprese tra i 2,5 °C in gennaio e i 25 °C in luglio, con una media annua di circa 14 °C. Lungo la costa meridionale talvolta può cadere la neve, ma non si accumula mai a lungo sul terreno. La quantità delle precipitazioni tende a variare considerevolmente da un anno all'altro e le siccità non sono rare. Nonostante talvolta sulla penisola coreana si abbattano dei tifoni, essi non sono così frequenti come in Giappone, a Taiwan o lungo la costa orientale della Cina.

## Flora
La costa meridionale e le isole sono regioni dove le piante tipiche della zona temperato-calda crescono in abbondanza. Nelle vallate dove formazioni di graniti e gneiss si trovano esposte, vi sono foreste di Carpinus laxiflora. Tra le specie di albero caratteristiche della regione c'è la lauracea Machilus thunbergii, i cui esemplari di maggiori dimensioni, esposti al salmastro delle brezze marine, possono assumere un aspetto contorto e nodoso. Sono presenti anche specie della famiglia delle Fagacee, come Quercus myrsinifolia, Q. acuta e Castanopsis cuspidata, nonché della famiglia delle Teacee, come Camellia japonica. Altri alberi e arbusti localmente abbondanti o significativi dal punto di vista ecologico sono Elaeocarpus spp., Neolitsea spp., Daphniphyllum macropodum, Ilex integra, Hedera spp., Eurya japonica, Pittosporum tobira, Viburnum odoratissimum e Cinnamomum camphora. Dal punto di vista floristico, queste foreste mostrano una netta somiglianza con le foreste sempreverdi di latifoglie che in passato si estendevano come una larga fascia attraverso l'Asia, dal Giappone e da Taiwan fino all'Himalaya orientale e all'Indocina settentrionale. Undici di questi quattordici generi sono presenti anche nelle foreste subtropicali delle colline pedemontane dell'Himalaya, in Nepal; altri due si spingono ad ovest almeno fino alla provincia dello Yunnan, in Cina.
A Cheju vivono particolari specie di felci (Asplenium nidus) e di cipolla (Crinum asiaticum). Fatsia japonica è un arbusto rampicante con larghe foglie palmate che vive sulle isole lungo la costa meridionale.
La superficie di queste foreste si è notevolmente ridotta a causa dell'attività umana. Non è certo se in passato si spingessero più a nord lungo la penisola coreana, in quanto questa regione di pianura è stata a lungo convertita all'agricoltura. Tuttavia, un paragone con foreste simili presenti in Giappone suggerisce che un tempo la loro estensione si spingesse più a nord del presente.

## Fauna
Delle 379 specie di uccelli censite in Corea del Sud, 111 sono visitatrici invernali e 90 sono considerate migratori di passaggio che visitano il paese durante l'inverno e la primavera. La maggior parte di esse visitano la regione meridionale, dove le condizioni sono più ospitali durante la stagione fredda. Tra gli uccelli rari presenti nella regione vi sono il raro picchio panciabianca (Dryocopus javensis), la pitta fatata (Pitta nympha) e il fagiano comune (Phasianus colchicus torquatus).
Sull'isola di Cheju sono state censite diciassette specie di mammiferi terrestri. Oggi, i cinghiali, i sika e i gatti leopardo che un tempo erano presenti sull'isola sono scomparsi. Oggi Cheju ospita ancora caprioli, donnole e vari roditori che vivono accanto all'uomo o ne tollerano la presenza, come criceti, topi selvatici e ratti neri, e due specie di pipistrello. Sull'isola sono state inoltre censite 207 forme di uccelli (tra specie e sottospecie) e otto specie di anfibi e rettili. L'isola di Ulleungdo, situata circa 135 km a est della penisola coreana, è priva di mammiferi endemici. I mammiferi dell'isola sono limitati a sei specie (due pipistrelli, un toporagno e tre ratti domestici) presenti anche sulla terraferma. Sull'isola non vi sono inoltre anfibi o rettili autoctoni, ma solamente rane e serpenti che sono stati introdotti. A Ulleungdo è stata registrata la presenza di 54 specie di uccelli.
La casarca crestata (Tadorna cristata) un tempo era presente lungo la costa meridionale della Corea. Oggi, solamente tre esemplari impagliati testimoniano l'esistenza di questo uccello in Corea. In Corea l'ultimo esemplare di questa specie venne avvistato nel dicembre del 1916, quando una femmina venne abbattuta lungo il corso inferiore del Naktonggang, nei pressi di Pusan. Questa sottospecie viene ancora classificata come specie «in pericolo critico» (Critically Endangered) dalla IUCN, ma è probabilmente estinta. Secondo gli studiosi del Centro di Monitoraggio della Conservazione dell'Ambiente del Programma delle Nazioni Unite per l'ambiente, gli avvistamenti più recenti di individui appartenenti a questa specie furono quelli di almeno tre esemplari su alcune isole a sud-ovest di Vladivostok (Russia) nel maggio e nel giugno 1964, di sei esemplari sulla costa nord-orientale della Corea del Nord nel marzo 1971 e di due esemplari in Russia orientale nel marzo 1985. Nella penisola coreana sono presenti due specie di gru minacciate di estinzione. La gru della Manciuria (Grus japonensis), estremamente rara, trascorre l'inverno lungo i fiumi e nelle paludi, sia costiere che interne, e nidifica nelle paludi di acqua dolce maggiormente ricche di acqua. Sverna qui anche la gru nucabianca (G. vipio).

## Conservazione
I terreni agricoli hanno rimpiazzato le foreste su gran parte di questa regione, contribuendo al declino della sua biodiversità. Le foreste sempreverdi rimaste si trovano prevalentemente in zone montuose e collinari. Inoltre, le aree meglio conservate si incontrano all'interno di aree protette (chiamate Monumenti Naturali in Corea) come i parchi di Ulsan, Hampyeong e Naejang-san.